# Neustift-Innermanzing
Neustift-Innermanzing là một đô thị thuộc huyện Sankt Pölten-Land trong bang Niederösterreich, Áo.